# Kalophrynus baluensis
Espèce
Statut de conservation UICN

 LC  : Préoccupation mineure
Kalophrynus baluensis est une espèce d'amphibiens de la famille des Microhylidae.

## Répartition
Cette espèce est endémique de l'Ouest de l'État de Sabah en Malaisie orientale, sur l'île de Bornéo. Elle se rencontre notamment dans le parc du Kinabalu. Elle est présente entre 1 300 et 1 800 m d'altitude,.

## Étymologie
Son nom d'espèce, composé de balu et du suffixe latin -ensis, « qui vit dans, qui habite », lui a été donné en référence au lieu de sa découverte, le mont Kinabalu, parfois orthographié Kina Balu.

## Publication originale
- Kiew, 1984 : A new species of frog (Kalophrynus baluensis n. sp.) from Mount Kinabalu, Sabah, Malaysia. Malayan Nature Journal, vol. 38, p. 151-156.